# Крижній Артур Анатолійович
Арту́р Анато́лійович Крижні́й — підполковник Міністерства внутрішніх справ України, учасник російсько-української війни.
Старший оперуповноважений по особливо важливих справах УБОЗ ГУМВС України в Дніпропетровській області, начальник Криворізького відділення поліції.

## Нагороди
21 жовтня 2014 року — за особисту мужність і героїзм, виявлені у захисті державного суверенітету та територіальної цілісності України, вірність військовій присязі під час російсько-української війни, відзначений — нагороджений орденом Данила Галицького.